# Jacek Baszkiewicz
Jacek Baszkiewicz (ur. 1956 w Poznaniu, zm. 29 stycznia 2008 w Świeradowie Zdroju) – polski kabareciarz, współtwórca poznańskiego kabaretu Pod Spodem.

## Życiorys
Ukończył II LO w Poznaniu, był absolwentem poznańskiego AWF. Współtwórca i członek powstałego w 1979 kabaretu Pod Spodem, gdzie współpracował między innymi z Andrzejem Czerskim, Aleksandrem Gołębiowskim, Krzysztofem Jaślarem, Bohdanem Smoleniem i Markiem Szpendowskim. Był również współzałożycielem kabaretu Kluczydło. Wraz z Bohdanem Smoleniem wykonywał między innymi piosenkę pt. Oby nam się udało.

## Filmografia
- 1996: Poznań 56
- 2008: Gwiazdy w czerni[1]